# Misaki Doi
Misaki Doi (土居美咲?, Doi Misaki; Yokohama, 29 aprile 1991) è un'allenatrice di tennis ed ex tennista giapponese.

## Biografia
Figlia di un uomo d'affari e di una casalinga, ha un fratello maggiore che fa l'allenatore di tennis: lei però attualmente era seguita da Christian Zanalka.
Durante i primi anni da professionista ha giocato soprattutto in doppio. Al torneo di Wimbledon 2007 - Doppio ragazze, in coppia con la connazionale Kurumi Nara, è arrivata alla finale, ma le due hanno poi perso da Anastasija Pavljučenkova e Urszula Radwańska. L'anno dopo al Australian Open 2008 - Singolare ragazze è stata sconfitta al terzo turno da Jasmina Tinjic mentre al doppio è arrivata nuovamente in finale dove Ksenija Lykina e Anastasija Pavljučenkova hanno battuto lei e la sua compagna Elena Bogdan con un punteggio di 6–0, 6–4. Sempre con Nara all'US Open 2008 - Doppio ragazze è arrivata ai quarti di finale; le due sono state poi sconfitte dalle atlete Noppawan Lertcheewakarn e Sandra Roma con un punteggio di 3–6, 5–7 (le due avversarie poi vinsero la competizione).
Nel 2015 sono per lei iniziate le grandi soddisfazioni in singolare, con la conquista del primo titolo, il BGL-BNP Paribas Open Luxembourg, in cui ha sconfitto in finale Mona Barthel. Nel 2016 ha vinto il suo secondo torneo, a San Antonio, battendo in finale la tedesca Anna-Lena Friedsam. Sempre nel 2016 ha rappresentato il Giappone alle Olimpiadi di Rio, dove è uscita al secondo turno.

## Statistiche WTA

### Singolare

#### Vittorie (1)
| Legenda               |
| --------------------- |
| Grande Slam (0)       |
| Ori Olimpici (0)      |
| WTA Finals (0)        |
| WTA Elite Trophy (0)  |
| Premier Mandatory (0) |
| Premier 5 (0)         |
| Premier (0)           |
| International (1)     |

| N. | Data            | Torneo                                       | Superficie  | Avversaria in finale | Punteggio        |
| 1. | 25 ottobre 2015 | BGL-BNP Paribas Open Luxembourg, Lussemburgo | Cemento (i) | Mona Barthel         | 6–4, 6(7)–7, 6–0 |

#### Sconfitte (2)
| Legenda               |
| --------------------- |
| Grande Slam (0)       |
| Argenti Olimpici (0)  |
| WTA Finals (0)        |
| WTA Elite Trophy (0)  |
| Premier Mandatory (0) |
| Premier 5 (0)         |
| Premier (0)           |
| International (2)     |

| N. | Data              | Torneo                               | Superficie | Avversaria in finale | Punteggio |
| 1. | 14 febbraio 2016  | Taiwan Open, Kaohsiung               | Cemento    | Venus Williams       | 4–6, 2–6  |
| 2. | 15 settembre 2019 | Japan Women's Open Tennis, Hiroshima | Cemento    | Nao Hibino           | 3–6, 2–6  |

### Doppio

#### Vittorie (2)
| Legenda               |
| --------------------- |
| Grande Slam (0)       |
| Ori Olimpici (0)      |
| WTA Finals (0)        |
| WTA Elite Trophy (0)  |
| Premier Mandatory (0) |
| Premier 5 (0)         |
| Premier (0)           |
| International (2)     |

| N. | Data              | Torneo                               | Superficie | Compagna        | Avversarie in finale               | Punteggio        |
| 1. | 20 luglio 2014    | Istanbul Cup, Istanbul               | Cemento    | Elina Svitolina | Oksana Kalašnikova Paula Kania     | 6–4, 6–0         |
| 2. | 15 settembre 2019 | Japan Women's Open Tennis, Hiroshima | Cemento    | Nao Hibino      | Christina McHale Valerija Savinych | 3–6, 6–4, [10–4] |

#### Sconfitte (1)
| Legenda               |
| --------------------- |
| Grande Slam (0)       |
| Argenti Olimpici (0)  |
| WTA Finals (0)        |
| WTA Elite Trophy (0)  |
| Premier Mandatory (0) |
| Premier 5 (0)         |
| Premier (0)           |
| International (1)     |

| N. | Data              | Torneo                           | Superficie | Compagna    | Avversarie                   | Punteggio |
| 1. | 19 settembre 2015 | Japan Women's Open Tennis, Tokyo | Cemento    | Kurumi Nara | Chan Hao-ching Chan Yung-jan | 1–6, 2–6  |

## Circuito WTA 125

### Singolare

#### Vittorie (2)
| N. | Data           | Torneo                        | Superficie  | Avversaria in finale | Punteggio |
| 1. | 19 marzo 2016  | San Antonio Open, San Antonio | Cemento     | Anna-Lena Friedsam   | 6–4, 6–2  |
| 2. | 13 luglio 2019 | Swedish Open, Båstad          | Terra rossa | Danka Kovinić        | 6–4, 6–4  |

#### Sconfitte (2)
| N. | Data             | Torneo                                                | Superficie    | Avversaria in finale | Punteggio |
| 1. | 22 novembre 2015 | OEC Taipei Ladies Open, Taipei                        | Sintetico (i) | Tímea Babos          | 5–7, 3–6  |
| 2. | 8 marzo 2020     | Oracle Challenger Series - Indian Wells, Indian Wells | Cemento       | Irina-Camelia Begu   | 3–6, 3–6  |

### Doppio

#### Vittorie (4)
| N. | Data            | Torneo                                                  | Superficie  | Compagna              | Avversarie in finale                | Punteggio           |
| 1. | 3 novembre 2013 | Nanjing Ladies Open, Nanchino                           | Cemento     | Xu Yifan              | Zhang Shuai Jaroslava Švedova       | 6–1, 6–4            |
| 2. | 27 gennaio 2018 | Oracle Challenger Series - Newport Beach, Newport Beach | Cemento     | Jil Teichmann         | Jamie Loeb Rebecca Peterson         | 7–6(4), 1–6, [10–8] |
| 3. | 13 luglio 2019  | Swedish Open, Båstad                                    | Terra rossa | Natal'ja Vichljanceva | Alexa Guarachi Danka Kovinić        | 7–5, 6(4)–7, [10–7] |
| 4. | 8 luglio 2022   | Nordea Open, Båstad (2)                                 | Terra rossa | Rebecca Peterson      | Mihaela Buzărnescu Irina Chromačëva | w/o                 |

#### Sconfitte (1)
| N. | Data            | Torneo                      | Superficie  | Compagna           | Avversarie in finale                | Punteggio |
| 1. | 23 ottobre 2022 | Open Rouen Métropole, Rouen | Cemento (i) | Oksana Kalašnikova | Natela Dzalamidze Kamilla Rachimova | 2–6, 5–7  |

## Statistiche ITF

### Singolare

#### Vittorie (8)
| Torneo $100.000 (1) |
| Torneo $80.000 (1)  |
| Torneo $75.000 (1)  |
| Torneo $60.000 (0)  |
| Torneo $50.000 (2)  |
| Torneo $40.000 (0)  |
| Torneo $25.000 (1)  |
| Torneo $15.000 (0)  |
| Torneo $10.000 (2)  |

| N. | Data             | Torneo                                     | Superficie    | Avversaria in finale | Score            |
| 1. | 28 marzo 2009    | Kofu International Open, Kōfu              | Cemento       | Erika Sema           | 7–5, 6–2         |
| 2. | 2 agosto 2009    | Obihiro-Tokachi Open, Obihiro-Tokachi      | Sintetico     | Sachie Ishizu        | 6–1, 6–4         |
| 3. | 28 novembre 2010 | Dunlop World Challenge, Toyota             | Sintetico (i) | Junri Namigata       | 7–5, 6–2         |
| 4. | 27 aprile 2014   | Seoul Open Challenger, Seul                | Cemento       | Misa Eguchi          | 6–1, 7–6(3)      |
| 5. | 10 gennaio 2015  | ITF Women's Circuit – Hong Kong, Hong Kong | Cemento       | Zhang Kailin         | 6–3, 6–3         |
| 6. | 17 giugno 2018   | Kofu International Open Tennis, Kōfu       | Cemento       | Lisa-Marie Rioux     | 6–2, 6–3         |
| 7. | 20 agosto 2018   | Vancouver Open, Vancouver                  | Cemento       | Heather Watson       | 6(4)–7, 6–1, 6–4 |
| 8. | 31 ottobre 2021  | Christus Health Pro Challenge, Tyler       | Cemento       | Harriet Dart         | 7–6(5), 6–2      |

#### Sconfitte (6)
| Torneo $100.000 (0) |
| Torneo $80.000 (0)  |
| Torneo $75.000 (0)  |
| Torneo $60.000 (1)  |
| Torneo $50.000 (0)  |
| Torneo $40.000 (0)  |
| Torneo $25.000 (5)  |
| Torneo $15.000 (0)  |
| Torneo $10.000 (0)  |

| N. | Data              | Torneo                                                      | Superficie  | Avversaria in finale | Score            |
| 1. | 27 settembre 2009 | Gosen Cup, Makinohara                                       | Sintetico   | Hsieh Su-wei         | 6–2, 5–7, 6(4)–7 |
| 2. | 4 ottobre 2009    | Hamanako Tokyu Cup, Hamamatsu                               | Sintetico   | Tomoko Yonemura      | 4–6, 6(3)–7      |
| 3. | 21 marzo 2010     | Women's ITF Irapuato Club de Golf Santa Margarita, Irapuato | Cemento     | Monique Adamczak     | 6(5)–7, 6–2, 2–6 |
| 4. | 24 luglio 2018    | ITF Daegu Women's Circuit, Taegu                            | Cemento     | Han Na-lae           | 2–5 rit.         |
| 5. | 5 marzo 2023      | PBI-CSE ITF Open, Bangalore                                 | Cemento (i) | Misaki Matsuda       | 5–7, 6–4, 6(5)–7 |
| 6. | 18 giugno 2023    | Agel Ricany Open, Říčany                                    | Terra rossa | Elvina Kalieva       | 6(2)–7, 0–6      |

### Doppio

#### Vittorie (7)
| Torneo $100.000 (1) |
| Torneo $80.000 (0)  |
| Torneo $75.000 (1)  |
| Torneo $60.000 (1)  |
| Torneo $50.000 (1)  |
| Torneo $40.000 (0)  |
| Torneo $25.000 (3)  |
| Torneo $15.000 (0)  |
| Torneo $10.000 (0)  |

| N. | Data             | Torneo                                                     | Superficie    | Compagna         | Avversarie in finale               | Score               |
| 1. | 20 luglio 2008   | Miyazaki International Women's Challenger Tennis, Miyazaki | Sintetico     | Kurumi Nara      | Kimiko Date-Krumm Tomoko Yonemura  | 4–6, 6–3, [10–7]    |
| 2. | 9 maggio 2010    | Fukuoka International Women's Cup, Fukuoka                 | Erba          | Kotomi Takahata  | Marina Eraković Aleksandra Panova  | 6–4, 6–4            |
| 3. | 24 novembre 2013 | Dunlop World Challenge, Toyota                             | Sintetico (i) | Shūko Aoyama     | Eri Hozumi Makato Ninomiya         | 7–6(1), 2–6, [11–9] |
| 4. | 18 febbraio 2018 | City Of Surprise Women's Open, Surprise                    | Cemento       | Yanina Wickmayer | Jacqueline Cako Caitlin Whoriskey  | 2–6, 6–3, [10–8]    |
| 5. | 16 giugno 2018   | Kofu International Open Tennis, Kōfu                       | Cemento       | Misa Eguchi      | Megumi Nishimoto Kotomi Takahata   | 6–3, 6(2)–7, [10–8] |
| 6. | 15 luglio 2018   | Tennis Championships of Honolulu, Honolulu                 | Cemento       | Jessica Pegula   | Taylor Johnson Ashley Lahey        | 7–6(4), 6–3         |
| 7. | 20 ottobre 2018  | ITF Women's Circuit Suzhou, Suzhou                         | Cemento       | Nao Hibino       | Luksika Kumkhum Peangtarn Plipuech | 6–2, 6–3            |

#### Vittorie (9)
| Torneo $100.000 (1) |
| Torneo $80.000 (1)  |
| Torneo $75.000 (2)  |
| Torneo $60.000 (0)  |
| Torneo $50.000 (1)  |
| Torneo $40.000 (0)  |
| Torneo $25.000 (4)  |
| Torneo $15.000 (0)  |
| Torneo $10.000 (0)  |

| N. | Data            | Torneo                                                      | Superficie | Compagna         | Avversarie in finale              | Score            |
| 1. | 3 maggio 2009   | Kangaroo Cup, Gifu                                          | Sintetico  | Kurumi Nara      | Sophie Ferguson Aiko Nakamura     | 2–6, 1–6         |
| 2. | 11 aprile 2010  | ITF Incheon Women's Challenger Tennis, Incheon              | Cemento    | Junri Namigata   | Irina-Camelia Begu Erika Sema     | 0–6, 6(8)–7      |
| 3. | 17 aprile 2010  | ITF Gimhae Women’s Challeneger Tennis, Gimhae               | Cemento    | Junri Namigata   | Chang Kyung-mi Lee Jin-a          | 6–1, 4–6, [8–10] |
| 4. | 24 aprile 2010  | ITF Changwon Women's Challenger Tennis, Changwon            | Cemento    | Junri Namigata   | Jacqueline Cako Caitlin Whoriskey | 7–5, 3–6, [8–10] |
| 5. | 13 luglio 2013  | Beijing International Challenger, Pechino                   | Cemento    | Miki Miyamura    | Liu Chang Zhou Yimiao             | 6(1)–7, 4–6      |
| 6. | 4 maggio 2014   | Kangaroo Cup, Gifu                                          | Cemento    | Hsieh Shu-ying   | Jarmila Gajdošová Arina Rodionova | 3–6, 3–6         |
| 7. | 24 luglio 2018  | ITF Daegu Women's Circuit, Taegu                            | Cemento    | Shiho Akita      | Chang Kai-chen Hsu Ching-wen      | 1–2 rit.         |
| 8. | 30 ottobre 2021 | Christus Health Pro Challenge, Tyler                        | Cemento    | Katarzyna Kawa   | Giuliana Olmos Marcela Zacarías   | 5–7, 6–1, [5–10] |
| 9. | 29 ottobre 2022 | Torneig Internacional Els Gorchs, Les Franqueses del Vallès | Cemento    | Beatrice Gumulya | Aliona Bolsova Rebeka Masarova    | 5–7, 6–1, [3–10] |

## Grand Slam Junior

### Doppio

#### Sconfitte (2)
| Tornei del Grande Slam  |
| ----------------------- |
| Australian Open (1)     |
| Open di Francia (0)     |
| Torneo di Wimbledon (1) |
| US Open (0)             |

| N. | Data            | Torneo                      | Superficie | Compagna     | Avversarie in finale                       | Punteggio        |
| 1. | 14 luglio 2007  | Torneo di Wimbledon, Londra | Erba       | Kurumi Nara  | Anastasija Pavljučenkova Urszula Radwańska | 4–6, 6–2, [7–10] |
| 2. | 26 gennaio 2008 | Australian Open, Melbourne  | Cemento    | Elena Bogdan | Ksenija Lykina Anastasija Pavljučenkova    | 0–6, 4–6         |

## Risultati in progressione
| Sigla | Risultato               |
| ----- | ----------------------- |
| V     | Vincitore               |
| F     | Finalista               |
| SF    | Semifinalista           |
| O     | Oro olimpico            |
| A     | Argento olimpico        |
| SF    | Bronzo olimpico         |
| QF    | Quarti di Finale        |
| 4T    | Quarto turno            |
| 3T    | Terzo turno             |
| 2T    | Secondo turno           |
| 1T    | Primo turno             |
| RR    | Round Robin             |
| LQ    | Turno di qualificazione |
| A     | Assente                 |
| ND    | Non disputato           |

| Legenda superfici    |
| -------------------- |
| Cemento              |
| Terra battuta        |
| Erba                 |
| Superficie variabile |

### Singolare nei tornei del Grande Slam
| Torneo          | 2010 | 2011 | 2012 | 2013 | 2014 | 2015 | 2016 | 2017 | 2018 | 2019 | 2020 | 2021 | 2022 | 2023 | V--S  |
| --------------- | ---- | ---- | ---- | ---- | ---- | ---- | ---- | ---- | ---- | ---- | ---- | ---- | ---- | ---- | ----- |
| Australian Open | Q1   | Q2   | Q1   | 2T   | 1T   | Q2   | 1T   | 1T   | Q1   | 1T   | 1T   | 1T   | 1T   | Q2   | 1-8   |
| Open di Francia | 1T   | Q2   | Q2   | 1T   | 1T   | 2T   | 1T   | 1T   | Q1   | 1T   | 1T   | 1T   | 1T   | A    | 1-10  |
| Wimbledon       | Q3   | 3T   | 1T   | 1T   | 2T   | 1T   | 4T   | 1T   | A    | Q2   | ND   | 1T   | 1T   | A    | 6-9   |
| US Open         | Q2   | 1T   | Q1   | 1T   | 1T   | 2T   | 1T   | 1T   | Q1   | 1T   | 1T   | 2T   | Q3   | A    | 2-9   |
| Totale          | 0-1  | 2-2  | 0-1  | 1-4  | 1-4  | 2-3  | 3-4  | 0-4  | 0-0  | 0-3  | 0-3  | 1-4  | 0-3  | 0-0  | 10-36 |

### Doppio nei tornei del Grande Slam
| Torneo          | 2010    | 2011    | 2012    | 2013    | 2014    | 2015    | 2016 | 2017 | 2018    | 2019    | 2020    | 2021 | 2022    | 2023    | V--S  |
| --------------- | ------- | ------- | ------- | ------- | ------- | ------- | ---- | ---- | ------- | ------- | ------- | ---- | ------- | ------- | ----- |
| Australian Open | Assente | Assente | Assente | 1T      | 1T      | A       | 1T   | 1T   | Assente | Assente | 3T      | 1T   | Assente | Assente | 2-6   |
| Open di Francia | Assente | Assente | Assente | 2T      | Assente | Assente | 2T   | 1T   | Assente | Assente | 2T      | 2T   | 3T      | A       | 6-6   |
| Wimbledon       | A       | A       | Q2      | Q1      | A       | 1T      | 2T   | 2T   | Assente | Assente | ND      | 2T   | Assente | Assente | 3-4   |
| US Open         | Assente | Assente | Assente | Assente | 2T      | A       | 1T   | 2T   | Assente | Assente | Assente | 1T   | Assente | Assente | 2-4   |
| Totale          | 0-0     | 0-0     | 0-0     | 1-2     | 1-2     | 0-1     | 2-4  | 2-4  | 0-0     | 0-0     | 3-2     | 2-4  | 2-1     | 0-0     | 13-20 |